# MHEG-5
MHEG-5（信息技术-多媒体和超媒体信息编码 第5部分， ISO／IEC IS 13522-5:1997），是展現多媒體和超媒體內容的國際技術標準，由「多媒體超媒體標準專家組織」（Multimedia and Hypermedia Experts Group， MHEG）制訂，最常用於提供互動電視服務。MHEG-5與另一個互動電視技術MHP的分別，在於MHEG-5所需的CPU的MIPS數值和記憶體遠比MHP為少，中間件和機頂盒的成本亦較MHP便宜，而且完全不需要支付授權費。
MHEG-5在英國和新西蘭的免費電視台和香港的無綫電視皆有選用，而台灣、新加坡、馬來西亞、印度、土耳其、愛爾蘭和俄羅斯等地亦正在對MHEG-5技術進行測試和評估。

## 外部連結
- MHEG 官方網頁 （页面存档备份，存于）
- IMPALA (International MHEG Promotion Alliance)
- Hello World in MHEG-5 （页面存档备份，存于）
- ASN.1 encoder/decoder + source code （页面存档备份，存于）
- Open Source MHEG-5 engine for Linux （页面存档备份，存于）
- CREATION DTTR-2008PLUS , DTTR-1338N 已支援MHEG-5 互動功能